# Charlie jako markiz
Charlie jako markiz (ang. Cruel, Cruel Love) – amerykańska krótkometrażowa komedia czasów kina niemego z 1914 roku w reżyserii Macka Sennetta i George'a Nicholsa

## Obsada
- Charlie Chaplin
- Edgar Kennedy